# Hebios
De Hebios, de afkorting van Heerder Bioscoop, was een bioscoop die bestond tussen 1939 en 1970, gelegen aan de Akersteenweg in Heer, Maastricht. Het pand is sinds 2011 een gemeentelijk monument.

## Geschiedenis

### Eerste bioscopen in Maastricht
In het najaar van 1910 werd de eerste vaste bioscoop geopend in Maastricht aan de Kleine Gracht, die in 1914 de naam Cinema Pathé kreeg en in 1930 vernieuwd werd tot de Mabi (Maastrichtse Bioscoop). Hierna volgden er meer, maar in 1924 bestonden er nog maar twee: de Cinema Pathé en de in 1913 geopende Royal Cinema, Grote Staat 55. In 1927 opende de Cinema Palace haar deuren aan de Lage Barakken.

### Beginjaren
Op 8 juni 1939 kreeg de Mabi een vergunning van de toenmalige gemeente Heer om aan de Akersteenweg 49, vlak bij de kruising met de Dorpstraat, een filiaal te realiseren. Vier dagen later besloot de gemeenteraad om de vermakelijkheidsbelasting, die in 1938 was afgeschaft, weer te introduceren en vast te stellen op 12 procent van de bruto-opbrengst, acht procent minder dan de bioscopen in Maastricht moesten afdragen. Op het adres Akersteenweg 49 lag de boerderij van de familie Olieslagers, die werd gesloopt om ruimte te maken voor een nieuw gebouw. De bioscoop werd ontworpen door J. Schoonlingen, een architect die in het tweede kwart van de twintigste eeuw in Maastricht bouwde volgens de principes van het nieuwe bouwen. Hij bouwde onder andere diverse woningen aan de Scharnerweg.
Het gebouw had een zaal met 318 zitplaatsen, gebouwd door ene Habets; een balkon ontbrak. Het interieur was voorzien van een mahonie-betimmering waarboven de muren zeegroen waren geschilderd, waardoor volgens de architect een 'sfeer van voldoende rust' werd gecreëerd. Het voorfront bestond uit een in verschillende kleuren lichtende rijzende zon waarin zich kleinere boogmotieven bevonden, zware lichtblauwe draperieën met ertussen een zilvergrijs gordijn.
De Hebios opende haar deuren op zaterdag 30 september 1939 met als hoofdfilm The Little Princess met Shirley Temple in de hoofdrol. Er was die dag ook een muzikaal optreden van het gezelschap 'De zigeunerbende' met Borah Minowitch en zijn mondharmonica. De bioscoop hanteerde vijf entreeprijzen variërend van dertig tot tachtig cent. De politie en de leden van de bioscoopcommissie hadden gratis toegang tot de voorstellingen. Deze commissie was verantwoordelijk voor de filmkeuring. De vooroorlogse samenstelling is onbekend; toen de commissie werd heropgericht in 1946 had deze drie leden: het hoofd van de ULO-school H. Mommers als voorzitter, raadslid P. Breuls en J. Kengen.

### Tweede Wereldoorlog
In de Tweede Wereldoorlog hadden de bioscopen te maken met de Arisierung door de Duitse bezetter. Tijdens de eerste week van de bezetting waren alle Maastrichtse bioscopen gesloten. De Cinema Palace ging als eerste weer open op 20 mei en werd een week later gevolgd door de Royal en de Mabi.  Op 29 mei 1940 waren alle bioscopen weer open. In de eerste drie maanden van de bezetting werden er nog Amerikaanse films gedraaid. Dit werd door de bezetter getolereerd omdat ze de bioscopen open wilde houden en er nog te weinig Duitse films hiervoor beschikbaar waren. Op 8 juni draaide de Hebios bijvoorbeeld Orkaan met Dorothy Lamour en Jon Hall. Op 19 juli werd verordonneerd dat enkel nog Duitse films gedraaid mochten worden. Er is weinig bekend van het programma van de Hebios tijdens de oorlogsjaren, al draaiden er zeker films. Op 12 oktober 1940 adverteerde de Hebios met 'de Nederlandsche Griezel-lachschlager De Spooktrein' met Fientje de la Mar. In 1940 verkocht de Hebios 22.984 kaartjes, in de jaren erop volgend waren dat er respectievelijk 24.927, 39.346 en 52.339.
Vanaf november 1941 was roken in de bioscoop verboden. Dit betekende dat de plaatselijke verordening dat in de Hebios gerookt mocht worden "mits voor elke drie personen een aschbak aanwezig is" niet langer gold. Een van de redenen was dat er schade aan de bekleding was veroorzaakt, iets dat wegens de textielschaarste problematisch was.
Op 14 september 1944 werd Maastricht bevrijd. De bioscopen werden tijdelijk gesloten. De Hebios ging pas weer open in september 1945. De andere bioscopen draaiden alweer sinds oktober 1944. De Hebios was namelijk beschadigd en moest eerst gerepareerd worden.

### Na de oorlog
De jaren na de oorlog waren de hoogtijdagen voor de bioscoopbranche, vooral doordat de televisie nog geen gemeengoed was geworden. In 1946 werden in de Hebios 82.190 kaartjes verkocht, 72.927 in 1947 en 61.407 in 1948. De dalende trend ging door tot in 1950; toen werden er 42.323 kaartjes verkocht. Het jaar 1957 werd uiteindelijk het hoogtepunt van de jaren vijftig met een verkoop van 65.500 kaartjes. In de eerste helft van dat decennium werden voornamelijk kaartjes in de laagste prijscategorie verkocht, van een kwartje tot een gulden. In de tweede helft waren dat voornamelijk kaartjes in de hoogste prijscategorie van een tot twee gulden.

### Laatste jaren
Tussen 1959 en 1969 nam het aantal huishoudens met een televisietoestel drastisch toe, waardoor de bezoekersaantallen van de bioscopen daalden. In 1964 had de gemeente Heer als eerste gemeente in Nederland de vermakelijkheidsbelasting geschrapt in de hoop hiermee de Hebios te redden. Dit mocht echter niet baten. De Mabi sloot tussen 1965 en 1970 haar drie filialen, waaronder de Hebios. Een belangrijke reden werd vermoedelijk veroorzaakt door de gemeentelijke herindelingen waardoor Heer een onderdeel van de gemeente Maastricht werd. De gemeente Maastricht hanteerde nog een vermakelijkheidsbelasting van twintig procent. Op 14 juni 1970 draaide Hebios de laatst film: Hang 'Em High met Clint Eastwood in de hoofdrol.

### Na de Hebios
De Mabi had het pand al in 1969 met een vraagprijs van 110.000 gulden in de verkoop gezet. Na de sluiting van de Hebios zat er een wijnhandel in het pand en in de jaren tachtig van de 20e eeuw werd het pand verbouwd tot fitnesscentrum. In 2007-2008 werd het pand verbouwd. Anno 2020 is het pand in gebruik door een winkel die focust op interieuraankleding.

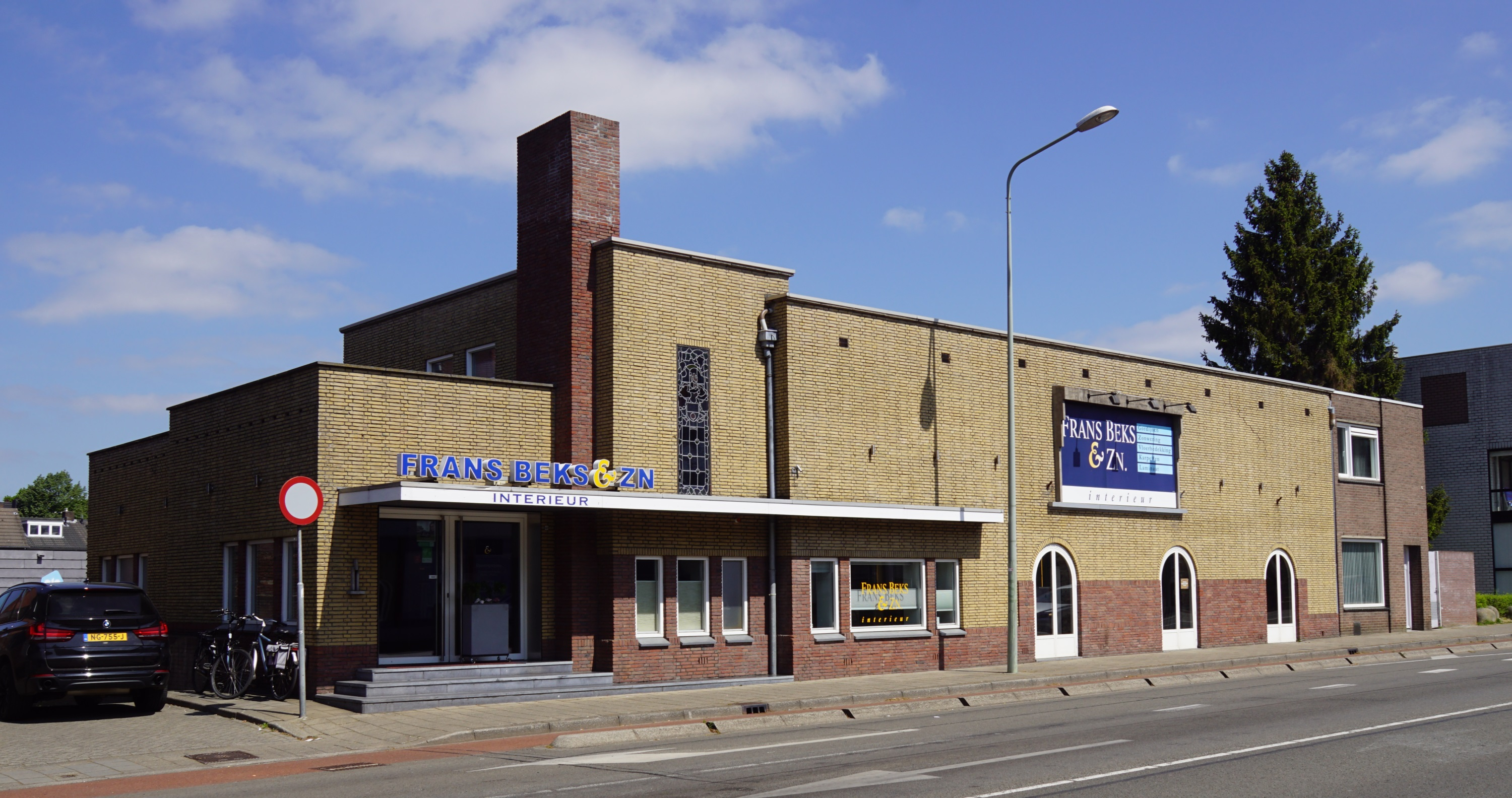
Het gebouw van de Hebios anno 2020.

## Exterieur
Het pand is opgetrokken in de stijl van de Nieuwe zakelijkheid. Het gebouw van de Hebios bestaat uit een aantal bouwblokken van een en twee verdiepingen. Aan de westelijke zijde bevindt zich een bouwblok voorzien van een brede stenen trap die naar de ingang van het pand leidt. Links van de deur bevindt zich een hardstenen brievenbus. Boven de ingang bevindt zich een brede, kunststenen luifel die doorloopt in de aansluitende bouwblokken. Rechts van de ingang bevindt zich hoge, rechthoekige schoorsteen opgetrokken in oranje baksteen. Daarnaast is een tweelaags bouwblok met drie hoge vensters op de begane grond en - boven de luifel - een hoog venster met glas-in-loodraam. Hiernaast ligt een lager en breed bouwblok waarin oorspronkelijk de bioscoopzaal was gerealiseerd. Links in dit blok bevindt zich op de begane grond een breed venster geflankeerd door twee smalle vensters. De luifel overkapt nog deze vensters en stopt vervolgens. Rechts in dit bouwblok bevinden zich op gelijke afstanden drie rondboogvormige deuropeningen. Oorspronkelijk zaten hier dubbele deuren in.Ter hoogte van de eerste verdieping bevindt zich in het midden van de gevel een oorspronkelijk kunststenen affichepaneel.